# Lourdes (filme de 2019)
Lourdes é um documentário de 2019.  

## Visão geral
Documentário sobre a rocha da Gruta de Lourdes que é tocada por milhões de pessoas na esperança de um milagre.